# بوبيتا
بوبيتا (بالبنغالية: ববিতা)‏ هي ممثلة بنغلاديشية وباكستانية، ولدت في 30 يوليو 1953 في بنغلاديش. من الجوائز التي نالتها National Film Awards (Bangladesh) ‏.

## جوائز
- National Film Awards (Bangladesh) [الإنجليزية]‏

## وصلات خارجية
- بوبيتا على موقع IMDb (الإنجليزية)
- بوبيتا على موقع قاعدة بيانات الفيلم (الإنجليزية)